# CNN en Español
CNN en Español (aussi titré CN͠N) est la version espagnole de la chaîne américaine CNN qui est diffusée depuis Atlanta où se situe le siège social de la chaîne. Lancée le 17 mars 1997, elle cible le public hispano-latino-américain.

## Disponibilité
CNN espagnol est disponible dans toute l’Amérique hispanique (excepté Cuba) et aux États-Unis. Au Canada quelques-unes des émissions de la chaîne sont diffusés sur Univision Canada. Au Venezuela, la chaîne est diffusé en direct sur YouTube et le site officiel de la chaîne depuis 2017.
Le 15 février 2017, la Conatel (Commission nationale des télécommunications du Venezuela) a bloqué la chaîne de tous ses diffuseurs nationaux, affirmant qu'un rapport de la chaîne concernant un passeport frauduleux était "une menace pour la paix et la stabilité démocratique" de la nation. La Conatel a également bloqué les chaînes CNN International et BBC Monde le 30 avril 2019 pendant la crise présidentielle.

## Programmation

### Le direct
CNN en espagnol s'occupe de couvrir le direct de certains évènements ainsi que de la couverture en langue espagnole des séries éliminatoires de la Ligue majeure de baseball depuis 2016 (seulement l'audio, la vidéo reste la norme pour l'émission en anglais) qui est quant à elle diffusé exclusivement par la chaîne TBS aux États-Unis. CNN en Español propose des bulletins d'information toute la journée.

### Au Mexique

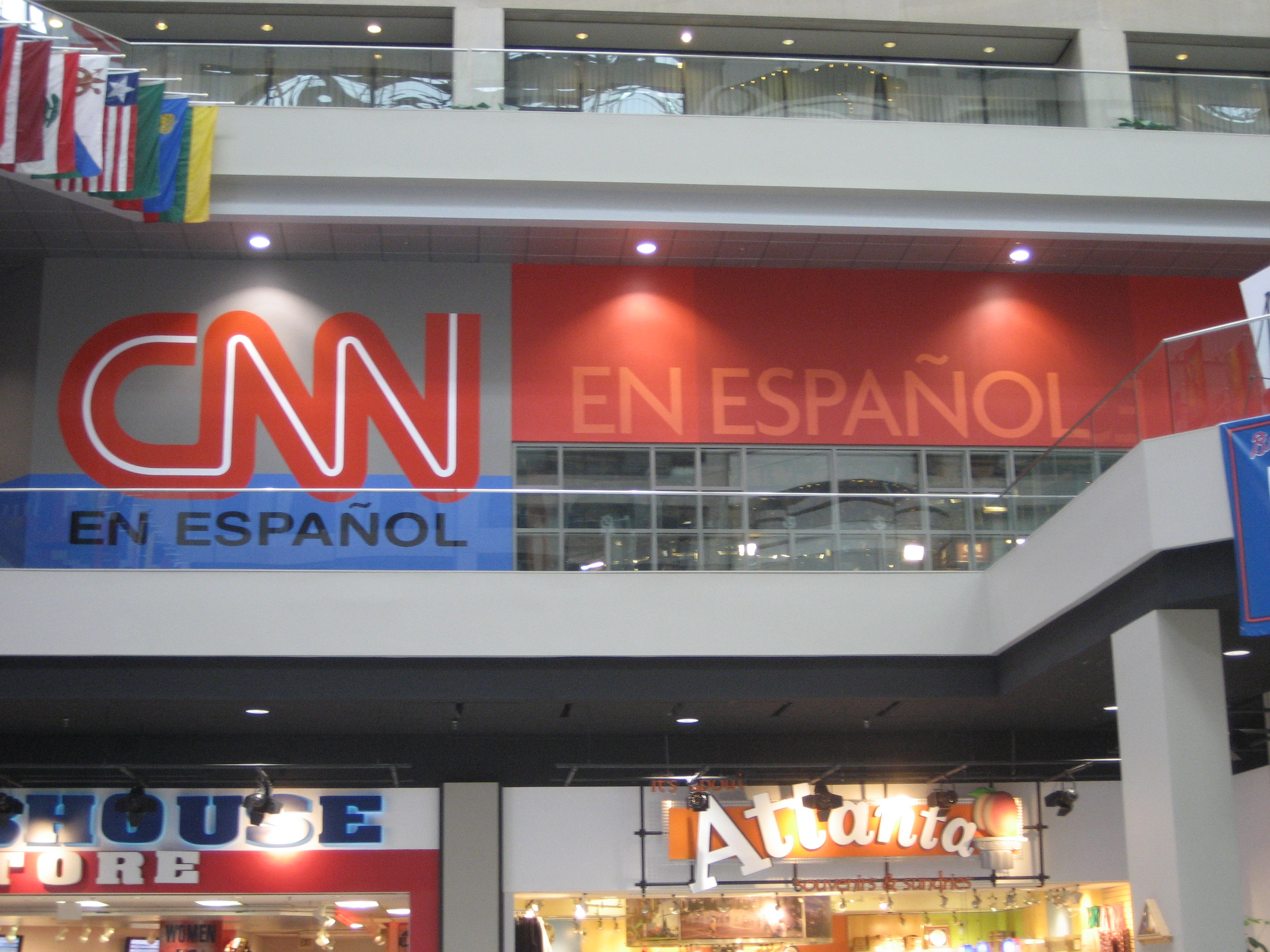
Studio de la chaîne à Atlanta.

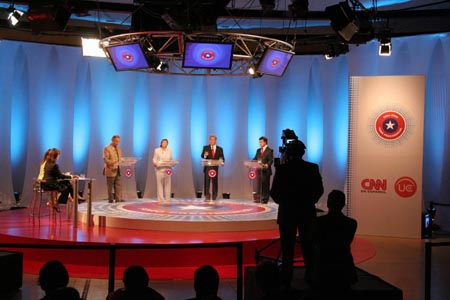
Débat présidentiel de 2005 à Santiago du Chili.

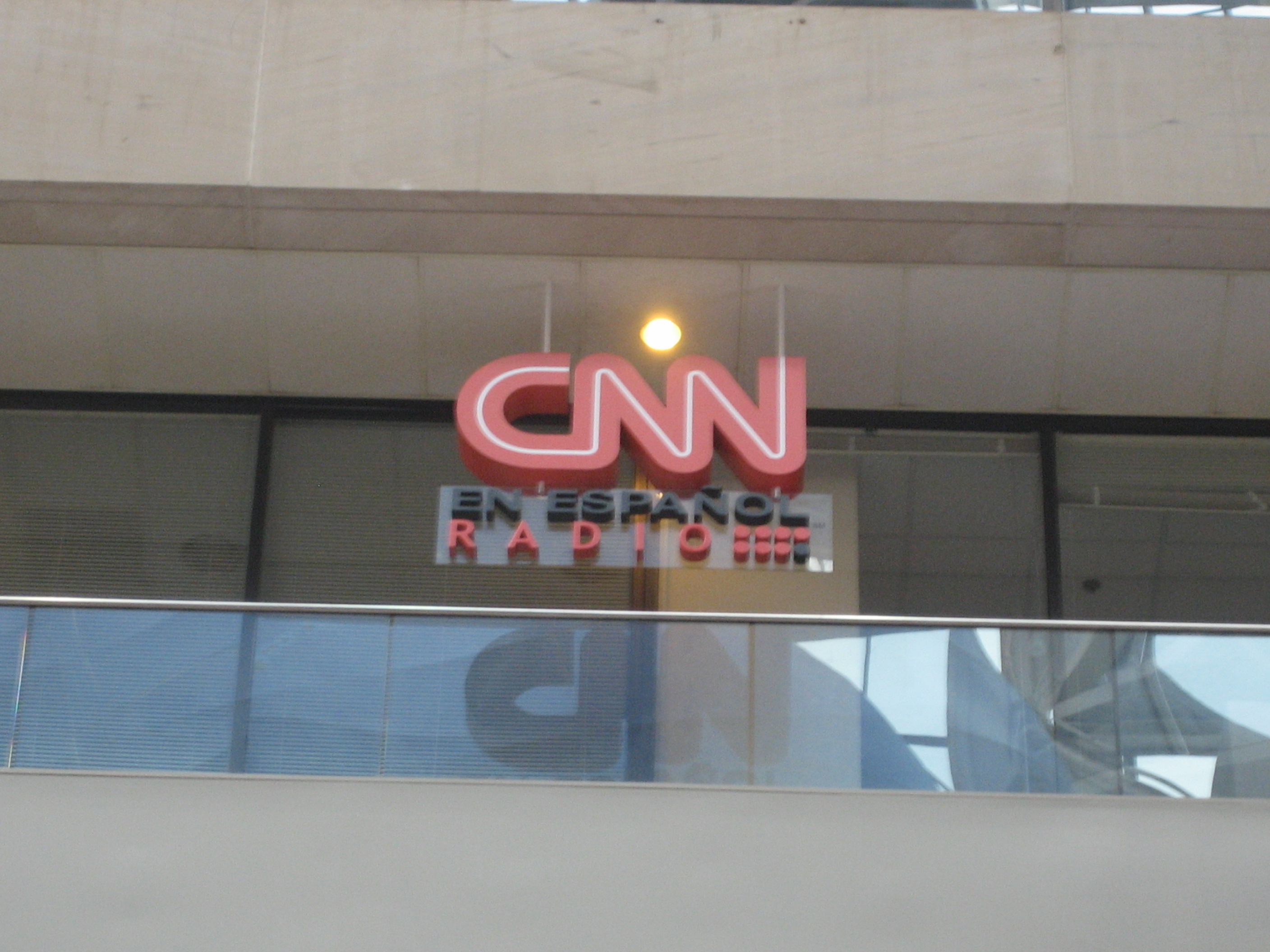
Bureaux de la radio CNN En Español

Pour le Mexique, CNN a lancé son direct indépendant en mars 1999. Ce signal exclusif de CNN español diffuse l'émission Noticias Mexico aux heures de grande écoute et qui couvre les évènements locaux, nationaux et internationaux ayant une importance ou signification toute particulière pour les téléspectateurs mexicains. La version localisée affiche aussi InfoCinta CNN, le bandeau déroulant situé en bas de l'écran qui contient toute l'information rapide pour l'actualité, le sport, la finance et la météo.

## Programmes
- En Familia
- Escenario
- Expansión
- Economía y Finanzas
- En Efectivo
- Deportes CNN (Sports CNN)
- Al Día
- Destinos
- Nuestro Mundo (Notre monde)
- Ojo Crítico
- Al Cierre
- Encuentro avec Daniel Viotto
- Aristegui
- Directo desde Estados Unidos
- Panorama Mundial
- Expansión
- Salud (Santé)
- Clix (Clix)
- El mundo Informa
- Globoeconomía
- Directores
- Detalles
- Vive el Golf
- Agenda Ejecutiva

## Présentateurs
- Patricia Janiot
- Daniel Viotto
- Diego Bustos
- Gabriela Frías
- Glenda Umaña
- Guillermo Arduino
- Alberto Padilla
- Ana María Montero
- Carolina Escobar

## Chroniqueurs
- Ana Navarro
- Andrés Oppenheimer
- Álvaro Leonel Ramazzini Imeri
- Alan Smolinisky
- Austen Ivereigh
- Carlos Alberto Montaner
- Geovanny Vicente
- Maria Cardona
- Pedro Bordaberry
- Roberto Izurieta
- Sylvia Garcia
- Marcelo Longobardi